# Endurecimiento (metalurgia)

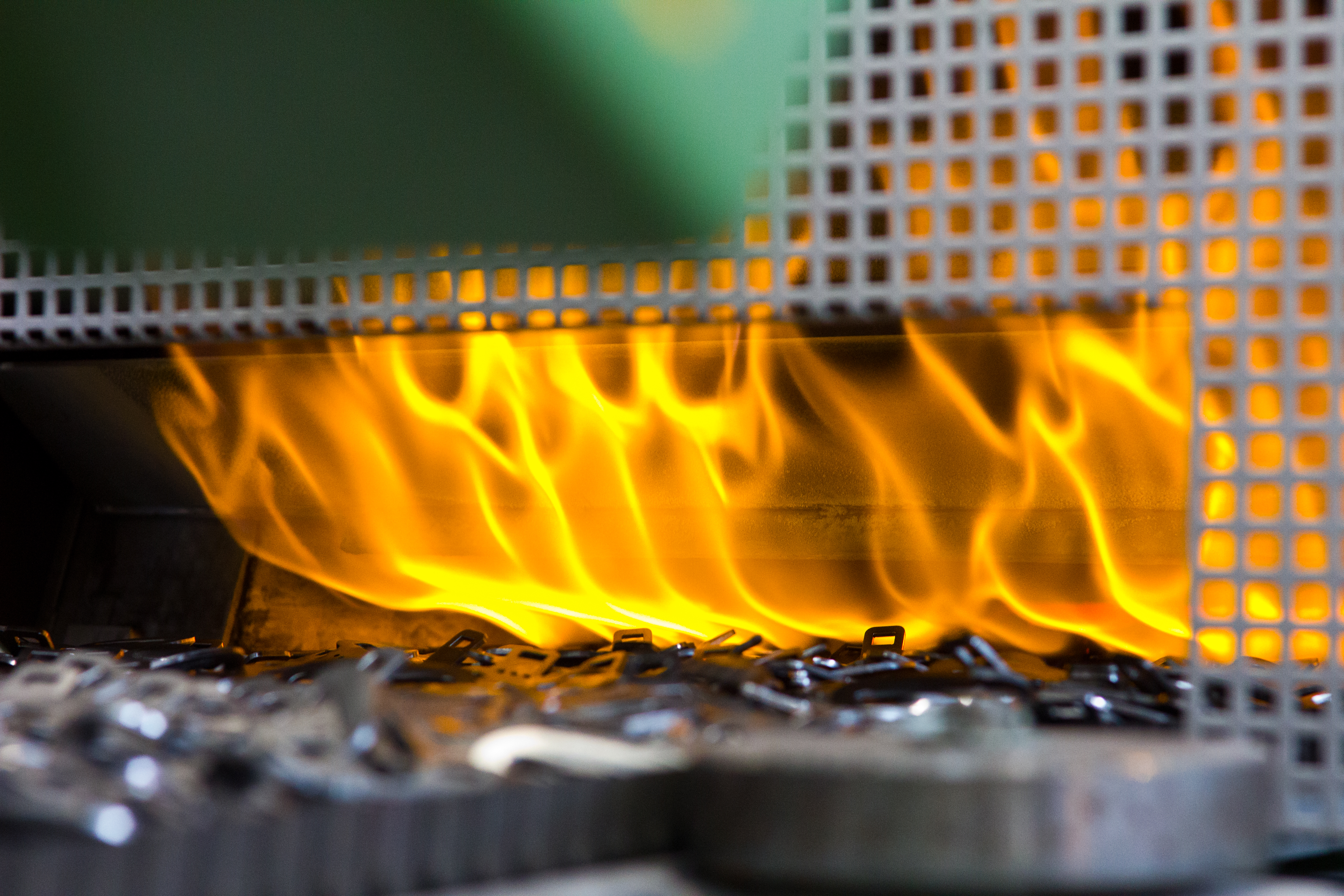
Metalurgia

En metalurgia, el endurecimiento se refiere a técnicas para incrementar la dureza de un material. Existen cinco mecanismos principales para hacer esto:
- Endurecimiento por la agregación de partículas de segunda fase.
- Endurecimiento por afino de grano.
- Endurecimiento por deformación en frío.
- Endurecimiento por solución sólida.
- Endurecimiento por precipitación.
- Transformaciones martensíticas.

Todos los mecanismos de endurecimiento, excepto las transformaciones martensíticas, introducen dislocaciones o defectos en la estructura cristalina, las cuales actúan como barreras para los deslizamientos.